# Дайсен (посёлок)
Дайсен (яп. 大山町 Дайсэн-тё:) — посёлок в Японии, находящийся в уезде Сайхаку префектуры Тоттори. Площадь посёлка составляет 189,79 км², население — 16 547 человек (1 августа 2014), плотность населения — 87,19 чел./км².

## Географическое положение
Посёлок расположен на острове Хонсю в префектуре Тоттори региона Тюгоку. С ним граничат город Йонаго и посёлки Хоки, Кофу, Котоура.

## Население
Население посёлка составляет 16 547 человек (1 августа 2014), а плотность — 87,19 чел./км². Изменение численности населения с 1980 по 2005 годы:
| 1980 | 22 356 чел. |  |
| 1985 | 22 225 чел. |  |
| 1990 | 21 508 чел. |  |
| 1995 | 20 563 чел. |  |
| 2000 | 19 561 чел. |  |
| 2005 | 18 897 чел. |  |